# Bolševismus, komunismus a radikální socialismus v Československu
Bolševismus, komunismus a radikální socialismus v Československu je pětidílný soubor editorů Zdeňka Kárníka a Michala Kopečka, vycházející v Praze v nakladatelství Dokořán v letech 2003–2005 (I. ISBN 80-86569-60-8, II. ISBN 80-86569-77-2, III. ISBN 80-7363-006-0, IV. ISBN 80-7363-032-X, V. ISBN 80-7363-033-8).

## Vznik a obsah
Co v případě své syntézy České země v éře První republiky (1918–1938) na adresu Komunistické strany Československa její autor Zdeněk Kárník pouze naznačil, to začal rozpracovávat ve svých dalších studiích, které vznikaly v rámci grantového projektu KSČ a radikální socialismus v Československu 1918-1989, jehož byl Kárník v letech 2001–2005 hlavním řešitelem. V jeho rámci vyšlo celkem pět sborníků, v nichž působil autorsky či alespoň jako editor.
Hlavním cílem tohoto výzkumu bylo, jak sám napsal v prvním svazku, vysledování, nakolik kapitalistické výrobní a společenské uspořádání produkuje sociální vrstvu, která před sebou nevidí perspektivu možnosti integrace a naopak se cítí být tímto systémem vyvržena, což vytváří potenciál pro příchylnost k radikálně socialistickým programům. Svým úsilím se Kárník přičinil o to, že se pojem bolševismus znovu stal v českém prostředí součástí standardního vědeckého jazyka. Zatímco po roce 1989 označení „bolševik“ získalo výhradně pejorativní nádech, Kárník zásadně prosazoval hodnotovou neutralitu tohoto pojmu a považoval jej za nejvýstižnější označení, jak jednoduše odlišit moskevskou verzi komunismu od všech ostatních variant marxistického a marxismem inspirovaného sociálního a politického hnutí. V rozsáhlé studii ve třetím svazku pak důkladně rozpracoval jednu ze svých hlavních tezí týkajících se dějin KSČ. Dodnes trvají spory o to, jakým způsobem interpretovat z hlediska české státnosti více konstruktivní chování KSČ po roce 1935, které vystřídalo extrémně sektářskou politiku z předchozího období. Kárník zastává názor, že je to jen „velký taktický oblouk na cestě ke zřízení totalitní diktatury“. Přestože se otevřeně nehlásí k teorii totalitarismu, pracuje s kategorií „totalitního státu“. Bolševické strany považuje v souladu s Leninovou doktrínou za tzv. strany nového typu, tj. strany profesionálních revolucionářů, kteří mají jediný cíl – v pravý čas uchopit moc a tím vytvořit podmínky pro realizaci socialistické přestavby společnosti. Proto také Kárník veškeré ústupky v programu komunistů, ať již z roku 1935 nebo 1945, může interpretovat jako pouhé taktické manévry, které by na základní bolševické strategii nic neměnily. Jeho závěr zní následovně: Bolševický komunismus, ať vystupuje s otevřeným hledím vedoucí síly komunistické diktatury či ne, bude zřejmě vždy krajním nebezpečím pro demokratickou společnost. Je vnitřně svázán s úsilím škodit jí, ničit a jako konečný cíl ji i zničit, v tom je smysl jeho historické existence. Nemalým prohřeškem je proto každý počin, kterým se jakýkoli politický proud za jakýchkoli podmínek a s jakýmkoli cílem s ním spojuje – vyjma cíle jediného: odvést bolševický komunismus od bolševického komunismu.“